# Wiscasset (Maine)
Wiscasset – miasto w Stanach Zjednoczonych, w stanie Maine, siedziba administracyjna hrabstwa Lincoln.